# Speyeria pseudocarpenteri
Speyeria pseudocarpenteri är en fjärilsart som beskrevs av Ralph L. Chermock 1940. Speyeria pseudocarpenteri ingår i släktet Speyeria och familjen praktfjärilar. Inga underarter finns listade i Catalogue of Life.